# Giuseppe Rotelli
Giuseppe Rotelli (Pavia, 30 marzo 1945 – San Donato Milanese, 28 giugno 2013) è stato un avvocato, dirigente pubblico e imprenditore italiano, attivo nel settore della medicina e dell'editoria.

## Biografia
Laureato in Giurisprudenza all'Università degli Studi di Pavia nel 1969, per un anno è stato assistente presso l'Università degli Studi di Torino del giurista Giuseppe Grosso. Nel 1972 è assistente ordinario alla cattedra di Istituzioni di Diritto romano. Nel 1980 diventa avvocato.
Fin dal 1972 ha fatto parte del primo nucleo di esperti che costituì l'ufficio legale della giunta regionale, chiamato dal Presidente della Regione Lombardia Piero Bassetti. In seguito diviene componente del comitato di consulenza legislativa della Regione Lombardia.
Due volte Presidente del comitato regionale per la programmazione sanitaria della Regione Lombardia, è stato tra gli estensori del piano ospedaliero regionale, partecipando in seguito alla redazione di numerose leggi in materia di sanità.
Dal 1984 ha promosso e coordinato il lavoro di un gruppo di esperti delle quattro università lombarde, per realizzare il primo progetto di piano sanitario regionale.
Consulente scientifico di due ministri della sanità e del Ministro della Ricerca Scientifica.
Dal 1980 al 1993 è stato presidente dell'Istituto per la Scienza dell'Amministrazione Pubblica (ISAP).
Dal 1983 ha ricoperto la cattedra di Organizzazione e Legislazione Sanitaria, presso la facoltà di Medicina e Chirurgia dell'Università degli Studi di Milano.
Dal 1980 è alla guida dell'IRCCS Policlinico San Donato, che sotto la sua gestione è divenuto una delle più prestigiose istituzioni ospedaliere d'Italia. Ha fondato in seguito il Gruppo ospedaliero San Donato che, con 18 ospedali di cui diciassette in Lombardia e uno in Emilia-Romagna, è il primo gruppo ospedaliero italiano, e tra i primi in Europa.
Detiene, tramite Pandette Finanziaria, una partecipazione azionaria effettiva del 7,546% di RCS MediaGroup che, sommata ad una call su un altro pacchetto azionario di circa il 3,522%, porta ad una quota dell'11,068%. Dal mese di dicembre 2010, è entrato a far parte del Cda di RCS, del quale era l'azionista di maggioranza relativa con il 16,55% dei diritti di voto.
Nel 2012 riesce ad aggiudicarsi attraverso il gruppo Ospedaliero San Donato (controllato dallo stesso imprenditore) l'Ospedale San Raffaele di Milano offrendo 405 milioni di euro, versando quest'ultimo sull'orlo del fallimento a seguito della gestione finanziaria improntata su investimenti rischiosi, emersa nel 2011 alla Sezione Fallimentare del Tribunale di Milano.
Il 28 giugno 2013 muore a San Donato all'età di 68 anni, dopo una lunga malattia.
A Giuseppe Rotelli è dedicata l'omonima Cattedra presso la Facoltà di Filosofia dell'Università Vita-Salute San Raffaele. Istituita nel 2018, la Cattedra Rotelli prevede annualmente alcune lectures dedicate all'approfondimento di tematiche di rilievo per le società contemporanee e affidate a personalità di spicco in ambito internazionale.